# Taxe de bienvenue
Au Québec, la taxe de bienvenue ou droit de mutation immobilière est une taxe payable à une municipalité par le nouvel acquéreur d'un immeuble ou d'un terrain situé sur son territoire.

## Histoire
Ce droit existe depuis 1976, année d'instauration de la Loi concernant les droits sur les mutations immobilières, adoptée sous le gouvernement René Lévesque. Ce nouveau champ de taxation pour les municipalités a permis au gouvernement provincial de cesser de redistribuer à celles-ci une partie des revenus de la taxe de vente du Québec.
Contrairement à une idée répandue depuis la publication d'un article erroné de Guy Pinard dans le journal La Presse en 1993, ce surnom de la taxe n'a aucun rapport avec le ministre de l’immigration Jean Bienvenue, qui faisait partie du gouvernement libéral précédant le gouvernement péquiste et ayant été défait le 15 novembre 1976. Le ministre Bienvenue n'a ni parrainé le projet de loi ni recommandé cette mesure.

## Coût

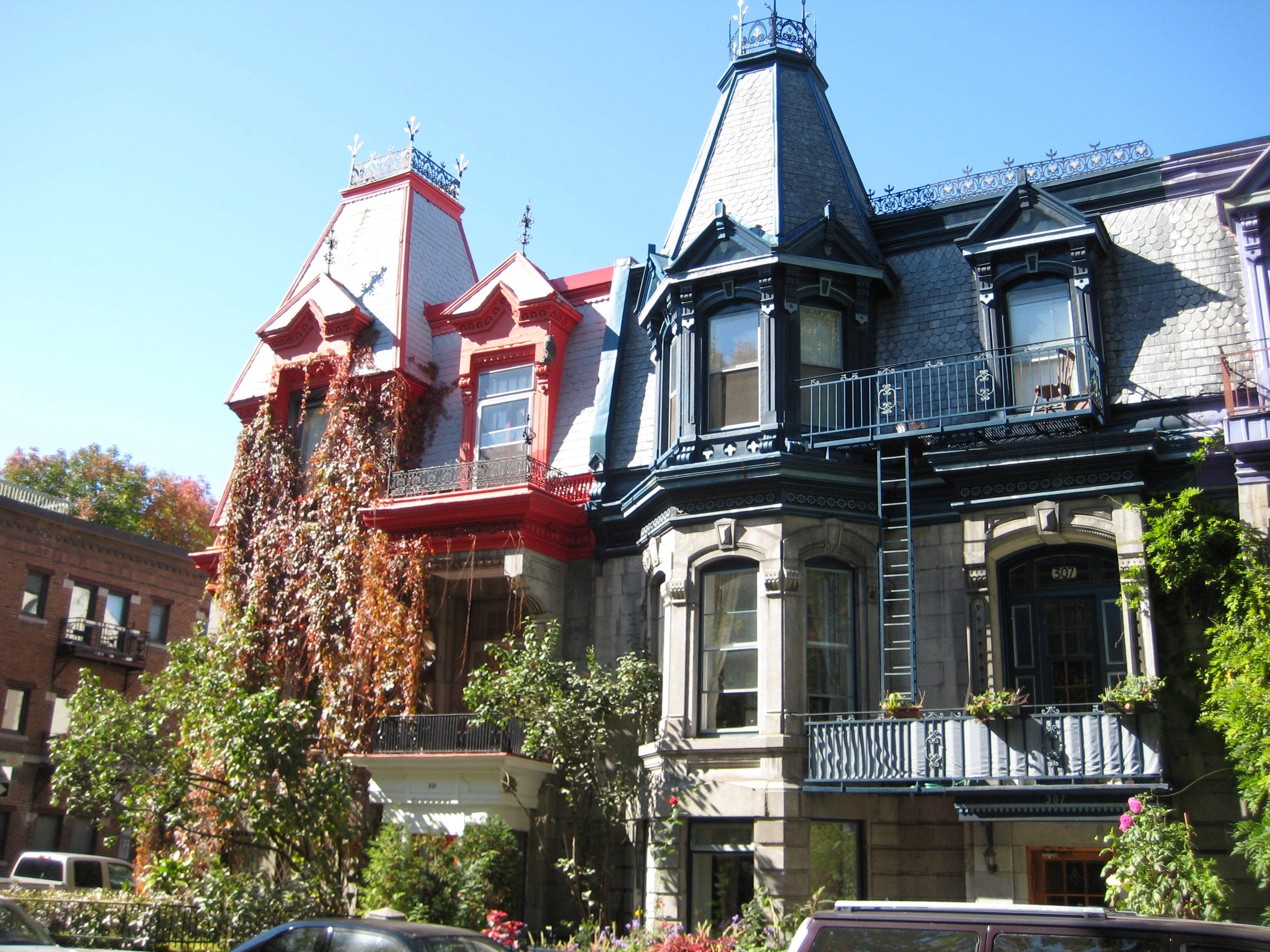
Montréal

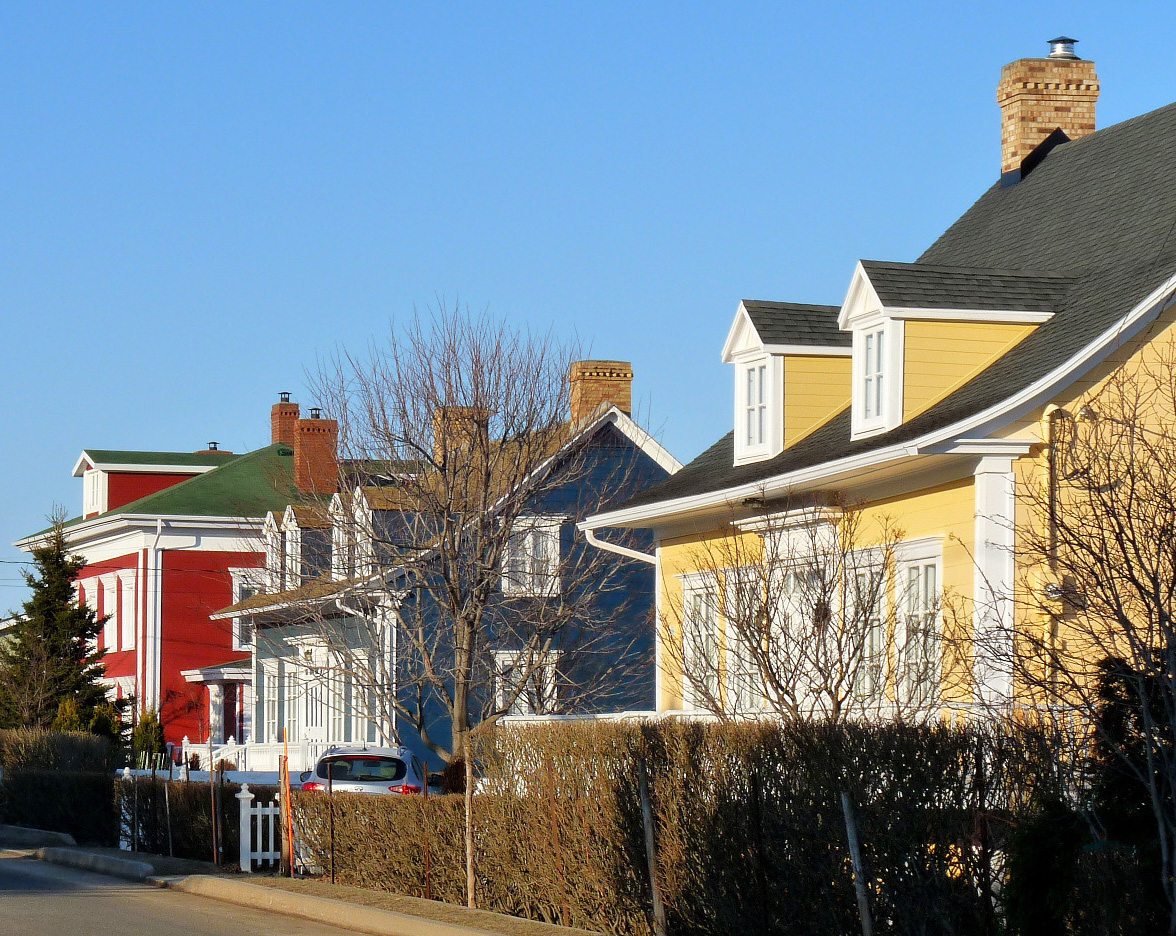
Kamouraska

La taxe est calculée, selon le cas, sur le plus élevé des montants suivants :
- prix d'achat
- montant de la contrepartie inscrite à l'acte de transfert
- valeur au rôle d'évaluation municipale multipliée par un facteur pour tenir compte de la valeur marchande.

### Détail du calcul en 2020
- La première tranche est de 0 $ à 51 700 $ où le taux est de 0,5 %
- La deuxième tranche est de 51 700,01 $ à 258 600 $ à un taux de 1 %
- La troisième tranche est de 258 600,01 $ et plus à un taux de 1,5 %

Depuis 2019, une municipalité a le droit de fixer un taux supérieur, allant jusqu'à 3 %, pour les valeurs d'immeubles dépassant 500 000 $.